# Marek Mikołajewski
Marek Mikołajewski (ur. 21 marca 1972) – polski sędzia piłkarski (Mazowiecki ZPN), I-ligowy i międzynarodowy (licencja FIFA od 2004). Jest synem sędziego piłkarskiego Kazimierza Mikołajewskiego.
Sędziuje od sezonu 1992/1993, w I lidze od sezonu 1997/1998. Jest nauczycielem wychowania fizycznego w gimnazjum i liceum w Glinojecku.
We wrześniu 2005 został zawieszony przez Kolegium Sędziów PZPN (KS), odsunięty od prowadzenia co najmniej czterech I-ligowych zawodów piłkarskich i skierowany na egzamin komisyjny. Decyzja ta była konsekwencją uzyskania noty 6,0 za sędziowanie w derbach Warszawy Legia – Polonia. Mikołajewski podyktował kontrowersyjny rzut karny dla gospodarzy, po którym Piotr Włodarczyk zdobył jedynego gola w tym spotkaniu. W opinii ówczesnego szefa KS PZPN Andrzeja Strejlaua tak niska ocena „mniej więcej” oznaczała, że „sędzia wypaczył wynik meczu”.
7 września 2006 stanął przed komisją Wydziału Dyscypliny PZPN (WD) składając wyjaśnienia po opublikowaniu przez Przegląd Sportowy tzw. listy Fryzjera. WD PZPN nakazał mu podjęcie odpowiednich kroków prawnych prowadzących do oczyszczenia własnego imienia. 21 grudnia przed warszawskim Sądem Okręgowym odbyła się pierwsza rozprawa w procesie cywilnym wytoczonym redakcji Przeglądu Sportowego przez sędziego w tej sprawie.
16 stycznia 2007 znalazł się na ogłoszonej przez UEFA liście arbitrów dopuszczonych do sędziowania międzynarodowych spotkań piłkarskich w tym roku.
31 maja 2007 został ponownie przesłuchany przez WD PZPN w związku z aferą korupcyjną. Sędzia zaprzeczył, że miał do czynienia z ustawianiem wyników meczów. 19 grudnia został zatrzymany przez policję.
18 października 2008 powrócił do sędziowania meczów Ekstraklasy. Po powrocie, w wyniku presji medialnej, sprawa Mikołajewskiego ponownie wróciła do WD PZPN. Do czasu wyjaśnienia Mikołajewski został wstrzymany w obsadzie zawodów Ekstraklasy, a ostatni mecz poprowadził 28 marca 2009.